# Jean Claude Bessudo
Jean Claude Bessudo (Niza, 23 de septiembre de 1947) es un empresario colombo-francés del sector del turismo.

## Biografía
Jean Claude Bessudo nació el 23 de septiembre de 1947 en Niza, Francia. Tras el fallecimiento de su padre, se trasladó a Colombia a la edad de 12 años para vivir con su tío paterno, Víctor Bessudo, cofundador de la agencia de viajes Aviatur en 1957. En Bogotá, Bessudo continuó su educación en el Liceo Francés Louis Pasteur, donde se graduó en 1964.
En 1967, Jean Claude Bessudo se unió a Aviatur y, en 1970, asumió la presidencia de la empresa. Bajo su liderazgo, Aviatur se expandió significativamente, diversificándose en sectores como transporte, carga, hotelería, seguros y servicios corporativos. Actualmente, el Grupo Aviatur comprende 21 empresas y cuenta con más de 265 oficinas en Colombia, empleando a aproximadamente 4.500 colaboradores.

## Reconocimientos
En 2007, Jean Claude Bessudo fue nombrado "Mejor Gerente de Colombia", destacando su liderazgo y contribuciones al sector turístico del país. Además de su rol en Aviatur, Bessudo ha participado como inversionista invitado en el programa "Shark Tank Colombia: Negociando con Tiburones", donde compartió su experiencia y apoyó a emprendedores emergentes.

## Vida Personal
Jean Claude Bessudo está casado y es padre de tres hijos: Sandra, Ann y Samy. Su hijo, Samy Bessudo, también ha desempeñado roles importantes dentro del Grupo Aviatur, contribuyendo a la continuidad y evolución de la empresa familiar.